# Manuel Monteiro de Castro
Manuel kardinál Monteiro de Castro (* 29. března 1938 Santa Eufémia de Prazins, Guimarães, Portugalsko) je portugalský římskokatolický kněz, vatikánský diplomat a úředník římské kurie, kardinál.

## Stručný životopis
Kněžské svěcení přijal 9. července 1961 v arcidiecézi Braga v Portugalsku. V roce 1985 se stal pronunciem v zemích souostroví Malých Antil a byl jmenován tituálním arcibiskupem. Biskupské svěcení mu 13. března 1985 udělil kardinál Agostino Casaroli. V roce 1990 byl jmenován apoštolským nunciem v Salvadoru, od roku 1998 se stal nunciem v Jihoafrické republice, Namibii a Lesothu. Roku 2000 ho papež Jan Pavel II. jmenoval apoštolským nunciem ve Španělsku. V souvislostí s přípravou apoštolské návštěvy Jana Pavla II. v květnu 2003 obdržel jedno z nejprestižnějších vyznamenání této země, Velký kříž Izabely Katolické. V letech 2007 až 2009 současně s funkcí nuncia byl stálým pozorovatelem Apoštolského stolce u Světové organizace turistiky.
Dne 3. července 2009 ho papež Benedikt XVI. jmenoval sekretářem Kongregace pro biskupy. Dne 5. ledna 2012 byl jmenován vatikánským vrchním penitenciářem. O den později bylo oznámeno jeho kardinálské jmenování, které bylo oficiálně završeno při konsistoři 18. února 2012. Na funkci vrchního penitenciáře Svatého stolce rezignoval vzhledem k dovršení kanonického věku 21. září 2013. Jeho nástupcem se stal kardinál Mauro Piacenza.

## Vyznamenání
- velkokříž Řádu prince Jindřicha, Portugalsko, 31. července 1985[5]
- velkokříž Řádu Kristova, Portugalsko, 18. září 2002[5]
- rytíř velkokříže Řádu Isabely Katolické, Španělsko, 2003
- velkodůstojník Řádu italské hvězdy, Itálie, 30. května 2005[6]
- velkokříž Řádu svatého Jakuba od meče, Portugalsko, 11. května 2010[5]
- komtur Řádu Leopolda, Belgie
- komtur Řádu za zásluhy Lucemburského velkovévodství, Lucembursko
- velkokříž se stříbrnou hvězdou Řádu José Matíase Delgada, Salvador